# Oldeberto Tornielli
Oldeberto Tornielli (Novara, ... – Novara, 15 marzo 1235) è stato un vescovo cattolico italiano.

## Biografia
Oldeberto Tornielli nacque a Novara dalla potente famiglia dei Tornielli che già aveva dato alcuni valenti personaggi alla Chiesa novarese. In città iniziò anche la propria carriera ecclesiastica, divenendo ben presto canonico e poi prevosto della Cattedrale di San Gaudenzio.
Il 21 maggio 1213 divenne vescovo di Novara, ove morì il 15 marzo 1235; fu sepolto nella Basilica dell'Isola di San Giulio, importante santuario e centro amministrativo dei domini vescovili.
Nel 1219 aveva ottenuto dal Sacro Romano Impero la creazione della contea vescovile di San Giulio, un dominio indipendente che durerà de facto fino a fine Settecento, de jure fino al 1817.